# Raphaël Jacquelin
Raphaël Jacquelin (* 8. Mai 1974 in Lyon) ist ein französischer Profigolfer der European Tour.

## Werdegang
Als Kind wollte er Fußballer werden, dann versuchte er es mit dem Tennis. Beides wurde durch eine Knieverletzung verhindert, und so begann er mit 14 Jahren Golf zu spielen.
Nach dem Gewinn der französischen Amateurmeisterschaft 1995 wurde Jacquelin im selben Jahr Berufsgolfer und startete ab 1996 auf der Challenge Tour. In der Saisonwertung 1997 belegte er dort den vierten Platz und qualifizierte sich für die European Tour, der er seit 1998 angehört. Im Jahr 2005 – bei seinem 238. Antreten auf der Tour – gelang Jacquelin der erste Sieg, bei den Open de Madrid, und am Ende der Saison erreichte er mit Platz 20 sein bestes Ranking in der European Tour Order of Merit.
Er vertrat Frankreich einmal im Dunhill Cup sowie siebenmal im World Cup und fand dreimal Aufnahme im kontinentaleuropäischen Team für die Seve Trophy.
Jacquelin ist seit 2004 mit seiner Frau Fanny verheiratet, hat zwei Kinder und seinen Wohnsitz in Coppet in der Schweiz.

## Turniersiege
- 1997 Memorial Olivier Barras, Steelcover Dutch Challenge (beide Challenge Tour), Championnat de France Pro
- 2005 Open de Madrid (European Tour)
- 2007 BMW Asian Open (European Tour und Asian Tour)
- 2011 Sicilian Open (European Tour)
- 2013 Open de España (European Tour)

## Teilnahmen an Teambewerben
- Alfred Dunhill Cup (für Frankreich): 2000
- World Cup (für Frankreich): 2001, 2002, 2003, 2004, 2005, 2007, 2011
- Seve Trophy (für Kontinentaleuropa): 2002, 2003, 2007, 2011

## Resultate bei Major Championships
| Tournament        | 1997 | 1998 | 1999 |
| ----------------- | ---- | ---- | ---- |
| Masters           | DNP  | DNP  | DNP  |
| US Open           | DNP  | DNP  | DNP  |
| Open Championship | CUT  | DNP  | DNP  |
| PGA Championship  | DNP  | DNP  | DNP  |

| Tournament        | 2000 | 2001 | 2002 | 2003 | 2004 | 2005 | 2006 | 2007 | 2008 | 2009 |
| ----------------- | ---- | ---- | ---- | ---- | ---- | ---- | ---- | ---- | ---- | ---- |
| Masters           | DNP  | DNP  | DNP  | DNP  | DNP  | DNP  | DNP  | DNP  | DNP  | DNP  |
| US Open           | DNP  | DNP  | DNP  | DNP  | DNP  | DNP  | DNP  | DNP  | DNP  | CUT  |
| Open Championship | DNP  | T13  | CUT  | T53  | T54  | DNP  | DNP  | T65  | DNP  | CUT  |
| PGA Championship  | DNP  | DNP  | DNP  | DNP  | CUT  | DNP  | DNP  | CUT  | DNP  | DNP  |

| Tournament        | 2010 | 2011 | 2012 | 2013 | 2014 | 2015 | 2016 | 2017 |
| ----------------- | ---- | ---- | ---- | ---- | ---- | ---- | ---- | ---- |
| Masters           | DNP  | DNP  | DNP  | DNP  | DNP  | DNP  | DNP  | DNP  |
| US Open           | DNP  | DNP  | T21  | DNP  | DNP  | DNP  | DNP  |      |
| Open Championship | DNP  | 8    | CUT  | DNP  | DNP  | CUT  | DNP  |      |
| PGA Championship  | CUT  | CUT  | DNP  | DNP  | DNP  | DNP  | DNP  |      |

DNP = nicht teilgenommen

CUT = Cut nicht geschafft

„T“ geteilte Platzierung

Grüner Hintergrund für Siege

Gelber Hintergrund für Top 10